# Greater Anglia
Greater Anglia (nominativo legale: Abellio East Anglia Limited) è una impresa ferroviaria nel Regno Unito.
Opera il collegamento ferroviario aeroportuale Stansted Express, tra la stazione di Liverpool Street e l’aeroporto di Stansted.
È una joint venture tra Abellio (il braccio internazionale delle ferrovie dei Paesi Bassi Nederlandse Spoorwegen) e la società giapponese Mitsui. Greater Anglia opera il franchising East Anglia, fornendo la maggior parte dei servizi regionali e per pendolari dal suo capolinea nel centro di Londra (stazione di Liverpool Street) fino ad Essex, Suffolk, Norfolk, parti dell’Hertfordshire e del Cambridshire, e altri servizi regionali nell’est dell’Inghilterra.
Nel febbraio 2012, Abellio ha iniziato a gestire il franchising, poi diventato noto come Abellio Greater Anglia nel dicembre 2013. Nel maggio 2015, la maggior parte dei servizi extraurbani dell'azienda è stata trasferita alla London Overground e al precursore di Crossrail, TfL Rail. Nell'agosto 2016, Il franchising è stato rivenduto nuovamente come franchising dell'East Anglia e assegnato di nuovo ad Abellio. La società ha ripreso i servizi sotto il nome Greater Anglia il 16 ottobre 2016. Nel gennaio 2017, Abellio annunciò che, con l'approvazione del Dipartimento dei trasporti, accettò di vendere una quota del 40% della compagnia a Mitsui. La vendita è stata completata nel marzo 2017.

## Storia
Nel dicembre del 2003, l’autorità ferroviaria ha assegnato la franchigia della Greater Anglia a National Express, che inizia le operazioni con il nome One a partire dal 1º aprile 2004. Il franchising doveva durare fino a marzo 2011, prevedendo una proroga di tre anni nel caso in cui gli obiettivi prefissati fossero stati raggiunti. Nel Novembre 2009 il dipartimento dei trasporti annunciò che National Express non avrebbe ottenuto la proroga di tre anni nonostante avesse soddisfatto i criteri richiesti, dopo che National Express East Coast fallì nel franchising di InterCity East Coast.
A seguito di un cambio di governo dopo le elezioni del 2010, il Dipartimento dei trasporti ha annunciato nel giugno 2010 che la franchigia sarebbe stata sospesa mentre veniva effettuata una revisione del processo di franchising.

### Franchising di Abellio
Nel marzo 2011 il Dipartimento dei trasporti annunciò che Abellio, Go-Ahead e Stagecoach erano stati selezionati come candidati per il franchising. Nell'ottobre 2011 il franchising venne assegnato ad Abellio.
Il 22 dicembre 2014 è iniziata la ristrutturazione di alcuni dei treni, che comportò un ricablaggio interno totale, nuovi servizi igienici, miglioramento del Wi-Fi, l'installazione di prese di corrente vicino a ciascun sedile e un completo aggiornamento dei pannelli della carrozzeria, tappeti e coprisedili. La ristrutturazione è stata completata nel 2016.

### Rinnovo del franchising
Nell'agosto 2016 fu annunciato che il franchising venne rinnovato ad Abellio fino al 2025.

## Servizi
Stansted Express
Greater Anglia opera il collegamento ferroviario aeroportuale Stansted Express, tra la stazione di Liverpool Street e l’aeroporto di Stansted.